# Mieruko-chan – Die Geister, die mich riefen
Mieruko-chan – Die Geister, die mich riefen (jap. 見える子ちゃん Mieruko-chan) ist eine japanische Mangaserie von Tomoki Izumi, die seit 2018 erscheint. Die Horrorkomödie wurde 2021 als Anime-Fernsehserie adaptiert.

## Inhalt
Wie alle in ihrem Alter geht Miko Yotsuya (四谷 みこ) auf die Oberschule, hat aber auch noch eine plötzlich aufgetauchte, verborgene Fähigkeit: Sie kann Geister und Monster sehen. Die gruseligen Gestalten machen ihr Angst und um sie möglichst schnell wieder loszuwerden, entscheidet sie sich, sie zu ignorieren. Doch das funktioniert nicht immer, denn die Geister wenden sich stattdessen Mikos Mitmenschen zu, von denen sie nicht gesehen werden. Unter ihnen ist Mikos Freundin Hana Yurikawa (百合川 ハナ), die, wie auch die Klassenlehrerin, von den Geistern sogar begrabscht wird. Langsam lernt Miko, mit ihrer Fähigkeit zu leben, und von Zeit zu Zeit ist sie sogar nützlich. Ihre Verhaltensänderungen, beeinflusst durch die Geister, fallen auch Mikos Freunden und Familie auf, die versuchen sich ihren eigenen Reim darauf zu machen. Schließlich lernt sie die Mitschülerin Yulia Niguredō (二暮堂 ユリア) kennen, die ebenfalls Geister sehen kann.

## Veröffentlichung
Der Manga erscheint seit November 2018 im Online-Magazin ComicWalker von Kadokawa Shoten. Der Verlag brachte die Serie auch gesammelt in bisher zwölf Bänden heraus (Stand: März 2025).
Eine deutsche Übersetzung von Doreaux Zwetkow wird seit Mai 2022 von Manga Cult in bisher zehn Bänden veröffentlicht (Stand März 2025). Auf Englisch erscheint die Serie bei Yen Press, auf Spanisch bei Editorial Ivréa in Argentinien und auf Italienisch bei Planet Manga.

## Anime-Serie
Unter der Regie von Yuki Ogawa entstand bei Studio Passione eine Adaption des Mangas als Anime-Fernsehserie. Hauptautor war Kenta Ihara und die künstlerische Leitung lag bei Ayano Okamoto und Junki Nakata. Für die Kameraführung war Hyo Mok Yang verantwortlich und das Charakterdesign entwarf Chikashi Kadekaru. Die Tonarbeiten leitete Fumiyuki Go.
Die 12 Folgen der Serie wurden vom 3. Oktober bis 19. Dezember 2021 von den Sendern Tokyo MX, KBS Kyoto, Sun TV, BS NTV und AT-X in Japan gezeigt. Parallel zur japanischen Veröffentlichung wurde der Anime von der Plattform Crunchyroll international veröffentlicht, unter anderem mit deutschen Untertiteln. Dies geschah auch bei Wakanim.

### Synchronisation
| Rolle           | Japanische Stimme (Seiyū) |
| --------------- | ------------------------- |
| Miko Yotsuya    | Sora Amamiya              |
| Hana Yurikawa   | Kaede Hondo               |
| Yuria Niguredō  | Ayane Sakura              |
| Godmother       | Ikuko Tani                |
| Zen Tohno       | Yūichi Nakamura           |
| Kyо̄suke Yotsuya | Yumiri Hanamori           |

### Musik
Die Musik der Serie wurde komponiert von Kana Utatane. Das Vorspannlied ist Mienai kara ne!? und der Abspann ist unterlegt mit Mita na? Mita yo ne?? Miteru yo ne???, beide Lieder wurden gesungen von Sora Amamiya.